# N457 (België)

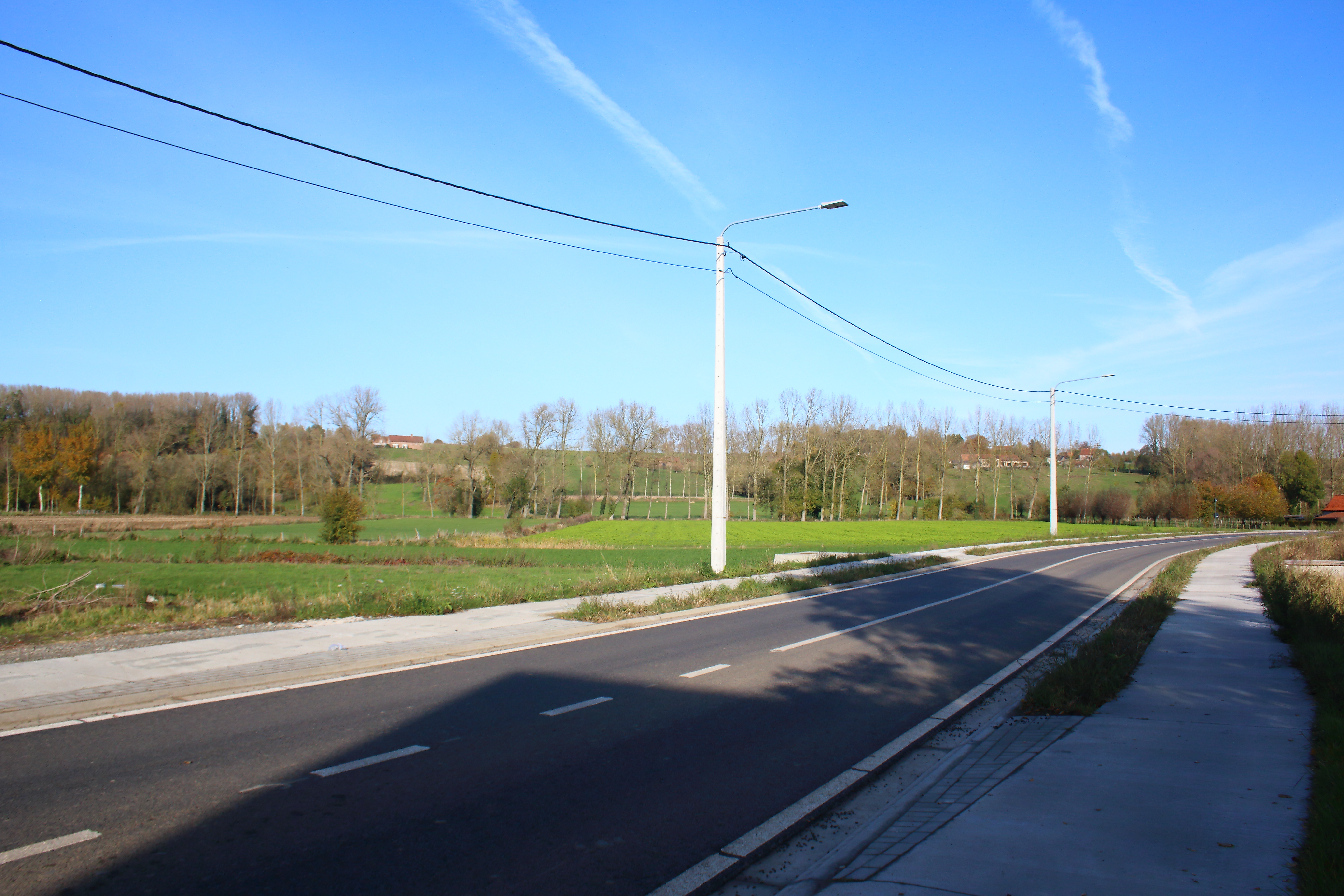
De N457 in Maarkedal

De N457 is een gewestweg in België tussen Leupegem (N60) Schorisse (N454).
De weg heeft een lengte van ongeveer 6 kilometer. De gehele weg bestaat uit twee rijstroken voor beide rijrichtingen samen.
Sinds 2018 wordt de weg heraangelegd met fietspaden.

## Plaatsen langs de N457
- Etikhove
- Maarke-Kerkem
- Schorisse